# 刘石泉
刘石泉（1963年1月—），男，湖北大冶人。中国巡航导弹科学家。中共十六届、十七届、十八届、十九届中央候补委员。

## 生平
早年毕业于哈尔滨船舶工程学院、华中理工大学，供职于三江航天集团（066基地），主持研制远程对陆攻击巡航导弹，包括东海十号（DH-10）、红鸟巡航导弹等总设计师、总指挥。曾任中国航天科工集团董事、总经理、党组副书记。
2017年10月，中国共产党第十九次全国代表大会上当选中国共产党第十九届中央委员会候补委员。
2022年5月20日，任中国兵器工业集团董事长、党组书记。
2023年12月27日，刘石泉被撤销政协第十四届全国委员会委员资格，疑涉火箭军腐败案。